# Washington Court House
Washington Court House település az Amerikai Egyesült Államok Ohio államában, Fayette megyében, melynek megyeszékhelye is. Lakosainak száma 14 401 fő (2020. április 1.).

## Népesség
A település népességének változása:

| 2010 | 14 192 |
| 2020 | 14 401 |